# Combretum hartmannianum
Combretum hartmannianum là một loài thực vật có hoa trong họ Trâm bầu. Loài này được Schweinf. mô tả khoa học đầu tiên năm 1867.